# Zhai Zhigang
Zhai Zhigang (kinesisk: 翟志刚, født den 10. oktober 1966) er en kinesisk kamppilot og taikonaut i Shenzhou-programmet. Den 27. september blev han den første kineser, der foretog en rumvandring.
Han var med i en gruppe på tre, der trænede til Shenzhou 5-flyvningen men Yang Liwei blev udvalgt. Han var også med i gruppen på seks, der trænede til Shenzhou 6-flyvningen uden at komme med. Han var med på Shenzhou 7 sammen med to andre taikonauter. Missionen tog 68 timer og Zhai Zhigang foretog den første kinesiske rumvandring da han i 20 minutter var udenfor rumskibet for at frigøre en minisatellit.